# Il colore della libertà - Goodbye Bafana
Il colore della libertà - Goodbye Bafana (Goodbye Bafana) è un film del 2007, diretto da Bille August.
La pellicola racconta il rapporto tra Nelson Mandela e la sua guardia carceraria, James Gregory. Il lungometraggio evidenzia il cambiamento di pensiero di Gregory nei confronti della comunità nera e in particolar modo di Mandela. Viene inoltre raffigurata la situazione politico-sociale del Sudafrica dalla fine degli anni '60 fino agli inizi degli anni '90.

## Trama
Sudafrica, 1968: James Gregory, insieme alla famiglia, composta da sua moglie Gloria e dai loro due figli Brent e Natasha, parte alla volta dell'isola-prigione di Robben Island, dove è stato trasferito. Data la conoscenza della lingua degli Xhosa, il secondino viene incaricato di censurare le lettere che arrivavano ai carcerati e di controllare Nelson Mandela, tramite la sua posta e le visite con sua moglie Winnie.
Fin dai primi momenti trascorsi con Mandela, James viene a conoscere la sua grande forza ed il suo grande animo, tanto che presto tra la guardia e il prigioniero nascerà un legame di amicizia. James cercherà di conoscere meglio gli ideali del partito di Mandela, tanto da rubare una copia della Carta della Libertà, una sorta di costituzione contenente i principi e gli ideali di uguaglianza per cui Mandela lotta.
Ma quando, tempo dopo, James consegna un cioccolatino da parte di Nelson a sua moglie come regalo di Natale, scoppia uno scandalo che obbliga il superiore di Gregory ad abbandonare Robben Island e a trasferirsi per dirigere un altro carcere. L'intera isola se la prende con i Gregory, che di conseguenza fanno richiesta di trasferimento da Robben Island. Il governo di Pretoria non vuole però che il potenziale di Gregory venga sprecato, così gli viene proposto di continuare a gestire l'ufficio censura di Robben Island dalla vicina Cape Town.
Anni dopo Mandela è trasferito sulla terraferma nella prigione di Pollsmoor, vicino a Città del Capo, seguito dalla famiglia Gregory. È qui che avvengono i primi passi per raggiungere un accordo tra il governo sudafricano e l'ANC per la scarcerazione dei prigionieri politici come Mandela e la cessazione degli attentati terroristici.
Mandela è quindi nuovamente trasferito, insieme alla famiglia di James, in una casa appena fuori città, venendo tenuti agli arresti domiciliari. Tutto sembra andare per il meglio, ma una sera arriva una chiamata con la quale viene comunicata la morte del figlio di James. Questa notizia giunge ai genitori come un lampo a ciel sereno. James ne rimane sconvolto, e riesce a risollevarsi dalla depressione proprio grazie alla forte amicizia instaurata con Mandela.
Mandela finalmente viene liberato. Fuori dai cancelli della sua casa ci sono ad attenderlo e ad acclamarlo centinaia di persone, tra cui la stessa Gloria Gregory, che appena vent'anni prima lo considerava un terrorista. Pochi anni più tardi egli diverrà il primo Presidente di colore del Sudafrica

## Riconoscimenti
- Festival di Berlino
  - Peace Film Award